# Platydasys rarus
Platydasys rarus är en djurart som tillhör fylumet bukhårsdjur, och som beskrevs av Forneris 1961. Platydasys rarus ingår i släktet Platydasys och familjen Thaumastodermatidae.
Artens utbredningsområde är Östersjön. Inga underarter finns listade i Catalogue of Life.